# KM-SAM
KM-SAM (кор. 천궁 «Чхонгун», ханджа : 天弓, также известна как «Чолмэ-2») — южнокорейский зенитно-ракетный комплекс средней дальности, разработанный Агентством оборонного развития (ADD) при технической поддержке со стороны «Алмаз-Антей» и «Факел», основан на технологии ракеты 9М96, используемой в российских ЗРК С-350Э и С-400.

## Конструкция
Полная батарея состоит из четырех-шести 8-элементных подвижных пусковых установок, многофункциональной трёхкоординатной РЛС с фазированной антенной решеткой и пассивным электронным сканированием (на основе российской С-400) и машины управления огнем. Радар работает в X-диапазоне и вращается со скоростью 40 об/мин, охватывая до 80 градусов по углу места. Он может одновременно отслеживать до 40 целей на расстоянии до 100 км.
KM-SAM является промежуточным звеном южнокорейской трёхуровневой системы противовоздушной и противоракетной обороны. Хотя она была разработана в России конструкторским бюро «Алмаз» при содействии Samsung Thales, LIG Nex1 и Doosan DST, уровень её локализации достаточен, чтобы считать её местной системой. KM-SAM (Cheongung; Iron Hawk) может перехватывать цели на высоте до 15 км на расстоянии до 40 км. Он должен заменить модернизированные батареи MIM-23 Hawk в и поступить на экспорт. «Алмаз-Антей» продолжил программу после того, как прототипы были переданы корейской стороне, и создал российскую версию под названием «Витязь» (С-350).
В середине 2015 года ВВС Республики Корея сообщили, что KM-SAM вскоре будет запущен в серийное производство и начнёт поставляться в ВВС в сентябре того же года, заменив ракету Hawk, которая находилась на вооружении Кореи с 1964 года (в США ракета снята с вооружения в 2002 году). Система может одновременно перехватывать до шести целей, а ракеты обладают средствами защиты от радиоэлектронной борьбы. В июле 2015 года система прошла военную проверку эксплуатационных требований и в начале 2016 года начала развертываться вблизи морской границы с Северной Кореей в Жёлтом море.
28 апреля 2020 года Управление программы оборонных закупок (DAPA) объявило о завершении поставок системы Cheongung KM-SAM Block-1 в РОКАФ. В июле 2021 года Южная Корея сняла с вооружения свою последнюю систему MIM-23 Hawk, заменив её на Cheongung Block-1.

### Конфигурация батареи KM-SAM
- Центр управления — 1
- Многофункциональный радар — 1
- Пусковые установки — 4-6
- Ракет на пусковую установку — 8
- Генератор — 1

### Дальнейшее развитие
KM-SAM block-2 должен был стать перехватчиком верхнего уровня, предназначенным для уничтожения баллистических ракет, предлагая возможности, аналогичные возможностям американской ракеты Terminal High Altitude Area Defense с дальностью 150 км и максимальной высотой 60 км. По характеристикам эта система, предположительно основанная на российской технологии С-400, должна вдвое превосходить ракеты Patriot и Cheolmae II.
В апреле 2017 года южнокорейские военные сообщили, что низкоуровневая система противоракетной обороны на базе Cheongung находится на завершающей стадии разработки. Модификация стандартного ЗРК с технологией Hit-to-kill позволяет ему перехватывать приближающиеся баллистические ракеты на высоте около 20 км. Первая модернизированная система Cheongung-II была поставлена в РОКАФ в ноябре 2020 г. Перехватчик Block II эффективен как против самолетов, так и против баллистических целей.
KM-SAM можно запускать с корейской системы вертикального пуска (K-VLS), которой оснащены фрегаты типа «Тэгу».

## Технические характеристики
Наведение на маршевом участке — инерционный автопилот с коррекцией по радиоканалу. Терминальный участок — активное радиолокационное самонаведение.
Максимальная высота цели: Block 1 — 15 км, Block 2 — 20 км

## Экспорт
LIG Nex1 приняла участие в Международной оборонной выставке, проходившей в ОАЭ в 2021 году, и продемонстрировала корейские системы вооружения, включая KM-SAM и AT-1K Raybolt.
16 ноября 2021 года министерство обороны ОАЭ сообщило в Твиттере, что планирует приобрести KM-SAM в качестве к существующим cистемам ПВО. Сумма сделки может составить 3,5 миллиарда долларов США. Официальный представитель Управления оборонных закупок Южной Кореи (DAPA) сказал, что объявление было «позитивным», но «нам ещё нужно посмотреть, как будут продолжаться переговоры по деталям». 16 января 2022 года Управление программы оборонных закупок правительства Южной Кореи объявило, что ОАЭ приобретут систему в рамках сделки на сумму 3,5 миллиарда долларов. В то время это была крупнейшая сделка по экспорту оружия, когда-либо заключённая Южной Кореей.
США попросили Южную Корею отправить эту ракетную систему Украине, однако Южная Корея отказалась.

## Операторы
- Республика Корея — ВВС Республики Корея
- ОАЭ — United Arab Emirates Army[источник не указан 707 дней]